# Malik Johnson
Malik Johnson (Chesterfield (Virginia); 25 de enero de 1997) es un jugador de baloncesto estadounidense que actualmente forma parte de la plantilla del Trepça de la Superliga de baloncesto de Kosovo. Su posición es base.

## Trayectoria
Nacido en Chesterfield (Virginia), Johnson comenzó su carrera en Blue Ridge School situada en Saint George, Virginia, hasta 2016, fecha en la que ingresó en la Universidad Canisius, institución académica ubicada en Buffalo, Nueva York, donde jugaría durante cuatro temporadas la NCAA con los Canisius Golden Griffins, desde 2016 a 2020.
En la temporada 2021-22, firma por el Vevey Riviera Basket de la Liga Nacional de Baloncesto de Suiza, la segunda competición de baloncesto de Suiza. Tras lograr el ascenso, en la temporada 2022-23 disputa la LNBA, la primera división del baloncesto suizo.
El 28 de junio de 2023, firma por el Brose Bamberg de la Basketball Bundesliga.